# 어맨다 (소프트웨어)
어맨다(Amanda, Advanced Maryland Automatic Network Disk Archiver)는 네트워크의 여러 컴퓨터에 있는 데이터를 백업할 수 있는 오픈 소스 컴퓨터 보관 도구이다. 이는 서버가 각 클라이언트에 접속하여 예약된 시간에 백업을 수행하는 클라이언트 서버 모델을 사용한다.(pp. 125-147)
어맨다는 처음에 메릴랜드 대학교에서 개발되었으며 BSD 스타일 라이선스로 출시되었다. 어맨다는 무료 커뮤니티 버전과 완벽하게 지원되는 엔터프라이즈 버전으로 제공된다. 어맨다는 거의 모든 유닉스 또는 유닉스 계열 시스템에서 실행된다. 어맨다는 열린 파일을 지원하는 삼바 또는 기본 Win32 클라이언트를 사용하여 윈도우 시스템을 지원한다.
어맨다는 테이프 기반 백업과 디스크 기반 백업을 모두 지원하며 다른 백업 제품에서는 사용할 수 없는 몇 가지 유용한 기능을 제공한다. 어맨다는 테이프 확장을 지원한다. 즉, 백업 세트가 하나의 테이프에 맞지 않으면 여러 테이프로 분할된다.